# Anatoli Slivko
Anatoli Jemeljanovitsj Slivko (Russisch: Анатолий Емельянович Сливко) (Izberbasj, 28 december 1938 - Novotsjerkassk, 16 september 1989) was een Russische seriemoordenaar, die veroordeeld werd voor de moord op zeven jongens in de leeftijd van 7 tot 17 in en rondom de Russische stad Stavropol tussen 1964 en 1985. Slivko was getrouwd en vader van twee kinderen.
In 1961 was Slivko getuige van een gruwelijk verkeersongeluk waarin een jonge jongen die een Jonge Pioniers-uniform (de Sovjet-equivalent van de scouting) droeg om het leven kwam. Slivko gaf later aan dat de aanblik hem seksueel opwond en hij zou later meerdere malen de scène met de geur van vuur en benzine na hebben willen bootsen. Slivko werkte in een club voor kinderen en hij begon spoedig met het tot leven brengen van zijn fantasieën over dit ongeluk: één- of tweemaal per jaar vormde hij een hechte vriendschap met een jongen van meestal tussen de 13 en 17 jaar. Hij zocht jongens uit die klein voor hun leeftijd waren en het Jonge Pioniers-uniform droegen. Slivko vroeg deze jongens deel te nemen aan een experiment waarin de jongen gecontroleerd werd opgehangen totdat ze bewusteloos waren, waarna - zo werd de jongens gegarandeerd - Slivko ze weer bij bewustzijn zou brengen. Hij overtuigde de jongens met het verhaal dat hij een film maakte over martelingen door Nazi's van Russische scouts tijdens de Tweede Wereldoorlog - in die tijd een bekend nationaal thema. De jongens waren enthousiast om mee te mogen werken aan een film en stemden toe opgehangen te worden.
In een periode van 21 jaar overtuigde Slivko 43 jongens ervan mee te doen met zijn "experiment". Eenmaal bewusteloos begon Slivko het lichaam te liefkozen en te strelen, filmde het lichaam in suggestieve houdingen en masturbeerde. In 36 gevallen bracht Slivko de jongens weer bij. Gewaarschuwd door Slivko te zwijgen, leefden deze jongens hun verdere leven, lange tijd niet wetend hoeveel geluk ze gehad hadden.
Zeven keer werd Slivko´s gedrag gewelddadig. Eenmaal bewusteloos werden de jongens in stukken gesneden door Slivko, waarna hij benzine over de romp en de ledematen spoot waarna hij de lichamen in brand stak. De geur herinnerde hem aan het verkeersongeluk dat hij eerder gezien had. Hij bewaarde vaak de schoenen van zijn slachtoffers als trofee. Net als bij zijn slachtoffers die overleefden, fotografeerde en filmde Slivko het hele proces.
Zijn eerste slachtoffer doodde Slivko in 1964. Dit was een dakloze jongen die door Slivko werd geschat op een leeftijd van een jaar of 15. Slivko beweerde later dat deze moord niet de bedoeling was, maar dat het niet lukte om de jongen weer bij bewustzijn te brengen. Slivko sneed daarop het lichaam in stukken en begroef de resten. Ook vernietigde hij de foto's en film die hij had gemaakt. Negen jaar later, op 14 november 1973, verdween de 14-jarige Aleksander Nesmejanov in Nevinnomyssk. Anderhalf jaar later, op 11 mei 1975, verdween de 11-jarige Andrej Pogasjan. De moeder van de jongen vertelde de politie dat een man video-opnames ging maken in een naastgelegen bos en dat haar zoon mee zou doen, maar de politie ondernam geen actie omdat zij de man kenden die enkele prijzen voor zijn films had gewonnen. De naam van de man was Anatoli Slivko en hij beheerde een club voor jongens met de naam Tsjergid. Een gevangene beweerde in de winter van 1975 dat hij wist waar Aleksander Nesmejanov was begraven, maar omdat de politie niets vond werd de bewering als vals afgedaan.
Vijf jaar later, in 1980, verdween de 13-jarige Sergej Fatsiejev. Net als Nesmejanov en Pogasjan was Fatsiejev lid van Tsjergid. Op 23 juli 1985 werd het laatste slachtoffer vermoord: een 13-jarige jongen met de naam Sergej Pavlov: hij verdween nadat hij een buurman had gezegd dat hij de leider van Tsjergid ging ontmoeten.
In november 1985 begon de officier van justitie Tamara Langoejeva, die belast was met het onderzoek naar de verdwijning van Sergej Pavlov, een onderzoek naar de activiteiten van Tsjergid, maar zij kon geen bewijs vinden dat er illegale activiteiten plaatsvonden. Maar zij interviewde verschillende jongens die zeiden aan 'tijdelijk geheugenverlies' te leiden en dat Slivko experimenten met hen had uitgevoerd. Na een lang onderzoek werd Anatoli Slivko in december 1985 gearresteerd en beschuldigd van 7 moorden, 7 gevallen van misbruik en necrofilie. In januari en februari 1986 leidde Slivko de onderzoekers naar de plaatsen waar hij zes van zijn slachtoffers had begraven. Hij kon zich de plaats waar hij zijn eerste slachtoffer had begraven niet meer herinneren. Datzelfde jaar werd hij veroordeeld tot de doodstraf, en vastgezet in de dodencellen van de gevangenis van Novotsjerkassk. Daar bleef hij drie jaar zitten.
In 1989 werd hij door de politie ondervraagd om te helpen bij het vinden van een andere seriemoordenaar. Op basis van zijn verhoor werd Andrej Tsjikatilo gearresteerd, die 53 vrouwen en kinderen had vermoord. Enkele uren na de ondervraging werd Slivko geëxecuteerd.